# Fortunato Vergara di Craco

Volontari accorsi a Palermo per l'epidemia di colera del 1885

Fortunato Vergara di Craco (Palermo, 11 maggio 1833 – Palermo, 3 luglio 1928) è stato un nobile e politico italiano.

## Biografia
Fortunato Vergara, duca di Craco, marchese di Comignano e marchese di Savochetta, discendente di una nobile famiglia.
Fu Direttore Generale del Banco di Sicilia.
Nel 1881 fu assessore ai lavori pubblici di Palermo e si dimostrò contrario alla realizzazione del teatro Massimo da parte del Basile.
Fu Sindaco di Palermo del giugno al novembre 1885 e in quel periodo si adoperò contro il colera che colpì la città, e fu decorato per questo della medaglia d’oro per i benemeriti della salute, e d’argento al valore civico. 